# Sint-Annakerk (Heel)

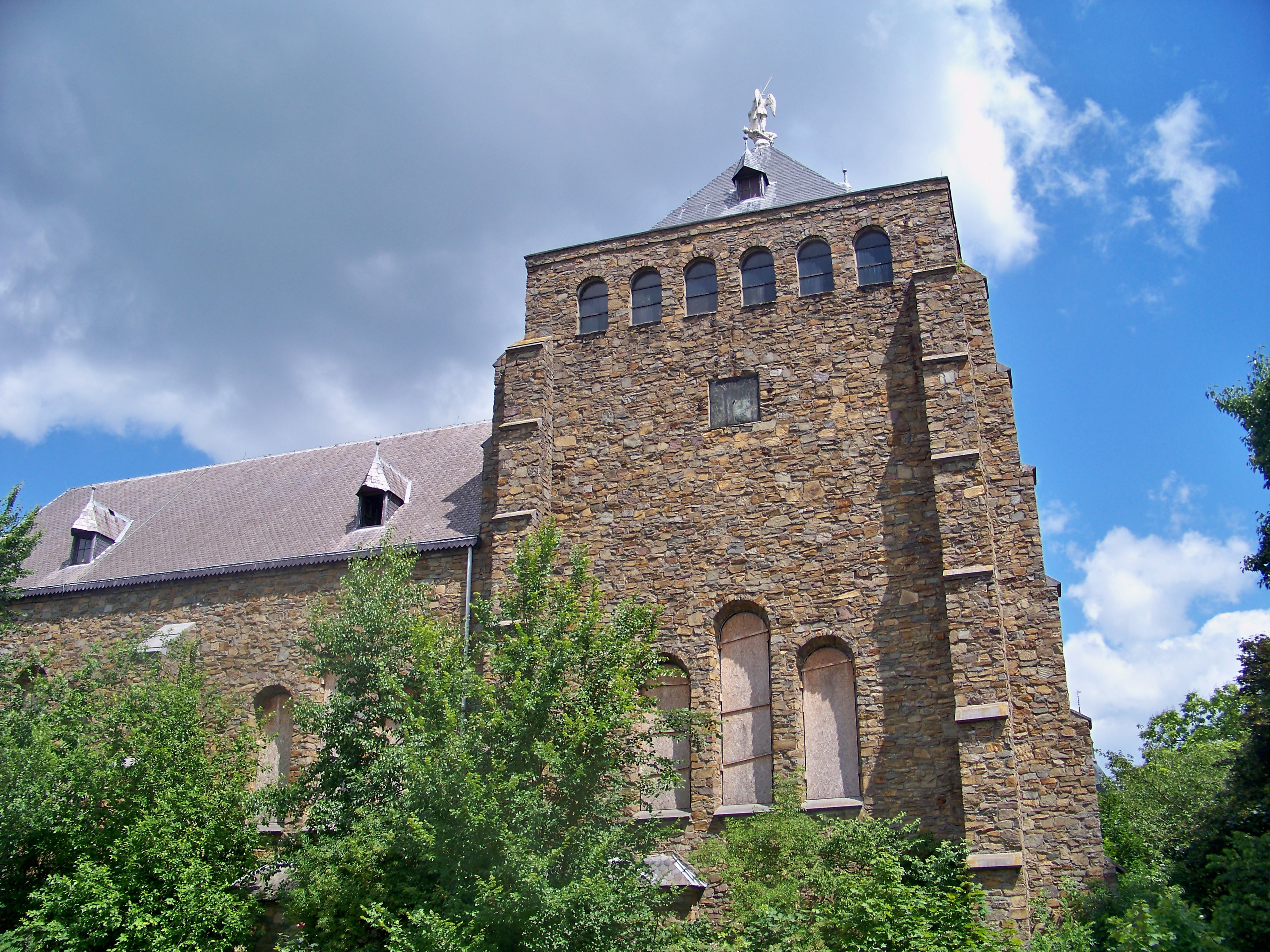
De Sint-Annakerk

De Sint-Annakerk is een voormalige kloosterkerk in het dorp Heel in de Nederlandse gemeente Maasgouw. De kerk staat aan de Kapellaan, niet ver van de Sint Annalaan en de Kasteellaan. Ten oosten van de kerk bevindt zich het Kasteel Heel. Op ongeveer 150 meter naar het westen staat de Kapel van het Kindje Jezus van Praag en op ongeveer 250 meter naar het noordoosten staat de Sint-Stephanuskerk.
De kloosterkerk is gewijd aan de heilige Anna.

## Geschiedenis
In de 19e eeuw kwam Kasteel Heel in handen van de Broeders van de Heilige Joseph en in het begin van de 20e eeuw stond het complex bekend als Huize Sint-Anna.
Rond 1930 werd aan de westzijde van het complex tegen de bestaande gebouwen een kloosterkerk gebouwd.
In 2012 werd een groot deel van het kloostercomplex gesloopt, waarbij het oorspronkelijke kasteelgebouw en de kloosterkerk werden behouden.

## Bouwwerk
Het neoromaanse kerkgebouw is opgetrokken in bruine natuursteen en was aan de noordzijde en oostzijde verbonden met de rest van het kloostercomplex. De kloosterkerk bestaat uit een brede toren waar tegen aan de noordkant en oostkant twee bouwdelen zijn gebouwd. De in de gevels zijn er getrapte trifora aangebracht.
Op het dak van de kloosterkerk staat een beeld van de aartsengel Michaël.